# Zmarli w roku 1956
Lista osób zmarłych w 1956:

## styczeń 1956
- 5 stycznia – Genowefa Torres Morales, hiszpańska zakonnica, założycielka Sióstr od Najświętszego Serca Jezusa, święta katolicka (ur. 1870)
- 10 stycznia – Zonia Baber, amerykańska geografka i geolożka (ur. 1862)
- 18 stycznia – Konstantin Päts, premier i prezydent Estonii, pod koniec życia ofiara psychiatrii represyjnej (ur. 1874)

## luty 1956
- 9 lutego:
  - Léon Huybrechts, belgijski żeglarz, medalista olimpijski (ur. 1876)
  - Leopold z Alpandeire, hiszpański kapucyn, błogosławiony katolicki (ur. 1864)
- 10 lutego – Aleksander Osiński, senator w II RP i prezes Polskiego Czerwonego Krzyża (ur. 1870)
- 13 lutego – Jan Łukasiewicz, polski matematyk (ur. 1878)
- 16 lutego – Meghnad Saha, indyjski fizyk i astronom (ur. 1893)
- 28 lutego:
  - Carlo Gnocchi, włoski duchowny katolicki, błogosławiony (ur. 1902)
  - Romuald Sidorski, polski oficer, kawaler Orderu Virtuti Militari (ur. 1895)

## marzec 1956
- 12 marca – Bolesław Bierut, polski działacz komunistyczny, przewodniczący KRN, prezydent RP, premier PRL (ur. 1892)
- 17 marca – Irène Joliot-Curie, francuska fizykochemiczka pochodzenia polskiego, laureatka Nagrody Nobla (ur. 1897)
- 19 marca:
  - Adolf Juzof, polski wojskowy, kawaler Orderu Virtuti Militari (ur. 1899)
  - Ludwik Kolankowski, polski historyk, działacz polityczny, pierwszy rektor Uniwersytetu Mikołaja Kopernika (ur. 1882)
- 23 marca – Konstanty Laszczka, polski rzeźbiarz, malarz i grafik (ur. 1865)

## kwiecień 1956
- 12 kwietnia – Tadeusz Strumiłło, polski muzykolog i taternik (ur. 1929)

## maj 1956
- 6 maja – Karl-Einar Sjögren, szwedzki żeglarz, olimpijczyk (ur. 1871)
- 8 maja – Zygmunt Szymanowski, polski lekarz, bakteriolog, oficer lekarz WP, działacz społeczny II RP i członek KC PZPR w Polsce Ludowej (ur. 1873)
- 11 maja – Walter Sydney Adams, amerykański astronom (ur. 1876)
- 14 maja – Walenty Gadowski, polski taternik i duchowny katolicki (ur. 1861)
- 15 maja – Austin Osman Spare, brytyjski artysta, teoretyk magii, okultysta (ur. 1886)
- 16 maja:
  - Kazimierz Schiele, taternik, alpinista, narciarz, działacz turystyczny, inżynier mechanik (ur. 1890)
  - Christian Staib, norweski żeglarz, medalista olimpijski (ur. 1892)
- 19 maja – Franciszek Łukaszczyk, polski lekarz, pionier radiolecznictwa, współzałożyciel Instytutu Radowego w Warszawie (ur. 1897)
- 30 maja – Aleksander Willner, polski polityk, prezydent Sosnowca i Katowic (ur. 1895)

## czerwiec 1956
- 6 czerwca – Hiram Bingham III, amerykański naukowiec, odkrywca i polityk (ur. 1875)
- 8 czerwca – Jan Lechoń, polski poeta, współtwórca grupy Skamander (ur. 1899)
- 20 czerwca – Willy Gilbert, norweski żeglarz, medalista olimpijski (ur. 1881)
- 21 czerwca – Władysław Jabłonowski, polski krytyk literacki, nowelista, działacz polityczny (ur. 1865)
- 26 czerwca – Clifford Brown, amerykański trębacz jazzowy (ur. 1930)

## lipiec 1956
- 7 lipca – Gottfried Benn, niemiecki lekarz, pisarz i eseista (ur. 1886)

## sierpień 1956
- 5 sierpnia – Daniel Carroll, australijski i amerykański rugbysta (ur. 1888)
- 11 sierpnia – Jackson Pollock, amerykański malarz (ur. 1912)
- 12 sierpnia – Arthur Bliss Lane, amerykański dyplomata, pierwszy ambasador Stanów Zjednoczonych w Polsce po II wojnie światowej (ur. 1894)
- 13 sierpnia – Jakub Kołas (biał. Якуб Колас), białoruski poeta i pisarz (ur. 1882)
- 14 sierpnia:
  - Bertolt Brecht, niemiecki pisarz, dramaturg (ur. 1898)
  - Konstantin von Neurath, dyplomata hitlerowski (ur. 1873)

## wrzesień 1956
- 6 września – Michael Ventris, brytyjski architekt i językoznawca, jako pierwszy, wraz z Johnem Chadwickiem, odczytał pismo linearne B (ur. 1922)
- 7 września – Otto Szmidt (ros. Отто Юльевич Шмидт), radziecki astronom, geofizyk, matematyk (ur. 1891)
- 22 września – Frederick Soddy, angielski chemik, laureat Nagrody Nobla (ur. 1877)
- 28 września – William Edward Boeing, amerykański przemysłowiec, konstruktor lotniczy i pilot (ur. 1881)
- 29 września – Anastasio Somoza García, polityk i generał, ultraprawicowy dyktator Nikaragui (ur. 1896)

## październik 1956
- 16 października – Jules Rimet, francuski działacz sportowy (ur. 1873)
- 22 października – Walenty Dymek, arcybiskup poznański (ur. 1888)

## listopad 1956
- 4 listopada – Halvor Hansson, norweski generał (ur. 1886)
- 12 listopada:
  - Hans Eugster, szwajcarski gimnastyk (ur. 1929)
  - Juan Negrín, hiszpański polityk, premier Hiszpanii (ur. 1892)
- 15 listopada – Kazimierz Czyński, polski aktor teatralny, reżyser teatralny i filmowy (ur. 1891)
- 28 listopada – Sylwester Gruszka, polski polityk, działacz państwowy, wieloletni konsul (ur. 1891)
- data dzienna nieznana: 
  - Alexander Škarvan, słowacki taternik, działacz taternicki i fotograf górski (ur. 1902)